# Otus gurneyi
Cú mèo lớn (danh pháp hai phần: Otus gurney) là một loài chim bản địa của Philippines trong họ Strigidae.

## Mô tả
Cú mèo lớn là một loài chim kích thước trung bình với chiều dài khoảng 30 cm. Chúng chỉ được biết đến trên các hòn đảo Dinagat, Siargao và Mindanao ở Philippines. Môi trường sống của chúng là rừng nguyên sinh và thứ sinh, chủ yếu là ở độ cao dưới 670 m mặc dù nó đã được nhìn thấy ở độ cao lên đến 1.300 mét.